# The Pagemaster (jeu vidéo)
Pour les articles homonymes, voir The Pagemaster.
The Pagemaster est un jeu vidéo de plates-formes sorti sur Super Nintendo, Mega Drive et Game Boy en 1994 pour la France, développé par Probe Entertainment Limited et édité par Fox Interactive.
Il s'agit d'une adaptation du film Richard au pays des livres magiques.